# Flor de Liz Feijoo

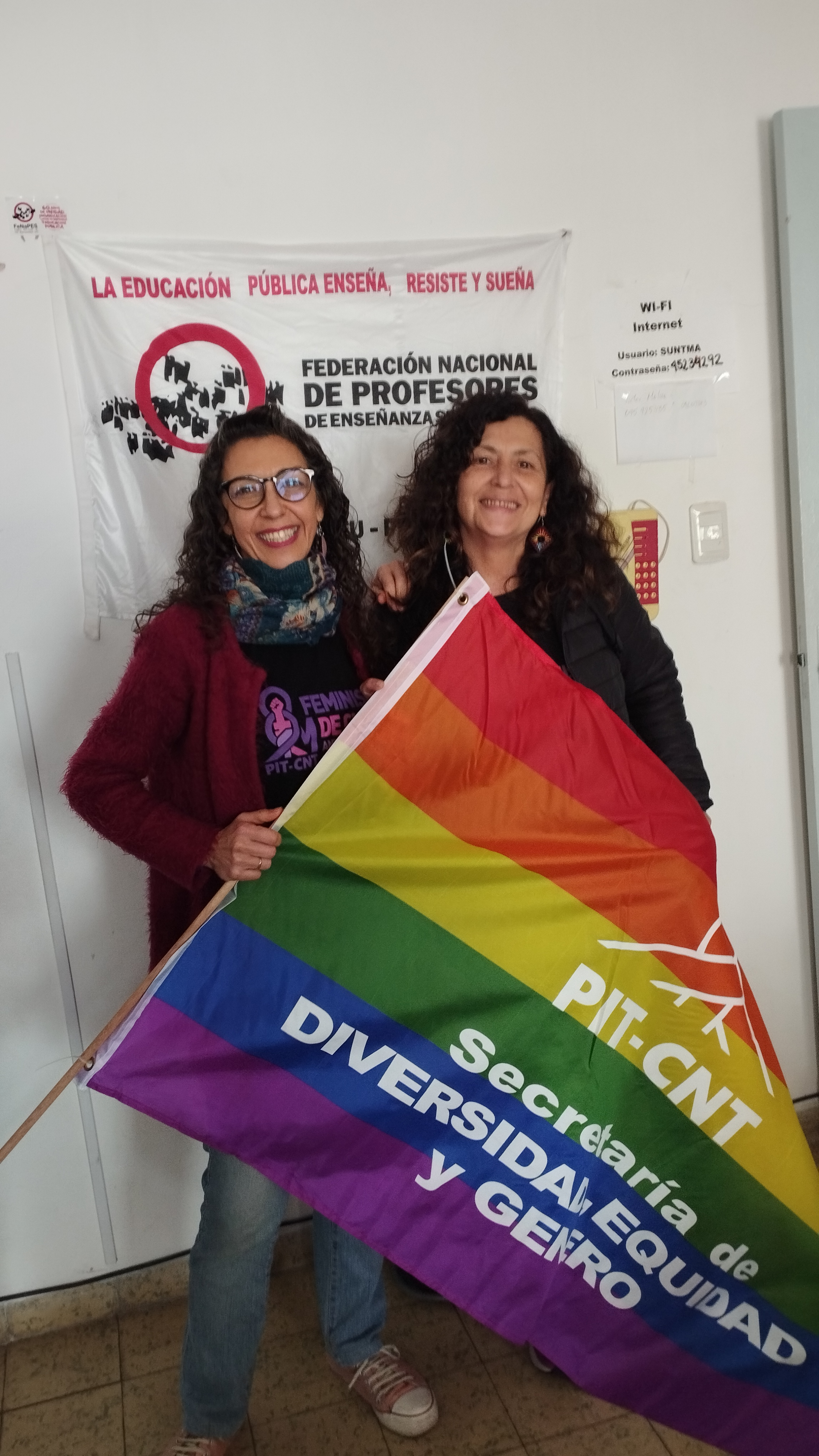
Flor de Liz Feijoo del SUA-V responsable de la Secretaría de Género del Pit-Cnt y Judith Varela de AUTE, en el local de FENAPES Colonia en la previa de la 7° Marcha de la Diversidad.

Flor de Liz Feijoo (Montevideo, 11 de octubre de 1964) es una obrera textil, dirigente sindical y feminista uruguaya. A 2023 ocupa el cargo de secretaria de Género y Equidad del PIT-CNT.

## Trayectoria
Es la primera secretaria general del Sindicato Único de la Aguja (SUA). En el año 2006 se afilió al Partido Comunista del Uruguay (PCU).
En junio de 2018 fue representante del PIT-CNT en la Conferencia Internacional del Trabajo en Ginebra, Naciones Unidas. 

### Discurso ante la OIT
La secretaria general del Sindicato de la Aguja, Flor de Liz Feijoo, hizo uso de la palabra ante la OIT donde habló de negociación colectiva, trabajo decente, injusticias, igualdad y equidad hacia las mujeres, violencia y acoso en el mundo del trabajo y de otros temas que competen y preocupan a los trabajadores, como el caso de la reforma laboral impulsada por el gobierno de Michel Temer.
Manifestó la preocupación “por la problemática del trabajo en las zonas ocupadas por el Estado Israelí, en territorios propiedad del Gobierno Palestino, que rechazamos por su nula contribución a la paz regional y mundial”. También enfatizó que “no hay  trabajo decente posible, en medio de la guerra y la flagelación de un pueblo”.
Rechazó “la violencia y el acoso contra las mujeres, así como no son admisibles la esclavitud, el trabajo de los niños, la ausencia de la libertad para ejercer la actividad sindical, y todos y cada uno de aquellos aspectos vinculados con el concepto de trabajo digno”.
También señaló las particularidades del Uruguay y la rica historia del movimiento sindical, y a la perspectiva de las mujeres.  “En mi país, Uruguay, esta obrera  de la Industria de la Vestimenta, dirigente sindical de su rama, mujer, jefa de hogar, madre, militante y ciudadana, ejerce su derecho a la determinación de su salario y todas sus condiciones de trabajo en plano de igualdad con sus compañeros hombres, manteniendo asimismo su derecho a defender su seguridad, su salud, y su medioambiente físico y síquico adecuado en su ámbito laboral, producto de su actuación como representante sindical, y en el marco de un sistema de relaciones laborales y de negociación colectiva de carácter integral que rige en mi país, y cuya legitimidad, equidad, y adecuación a las normas de esta Organización defiende el movimiento sindical uruguayo”.[cita requerida]

### Paro general de 24 horas de mujeres trabajadoras
Flor de Liz Feijoo fue impulsora del primer paro de 24 horas de mujeres trabajadoras impulsado por el PIT-CNT en el marco de la huelga internacional feminista. Se buscó rescatar el papel de los feminismos que han pujado en todo el mundo para que se erosione cada vez con más fuerza una cultura ancestral. "Hoy las mujeres trabajadoras de este país hablamos de feminismo de clase y reivindicamos los derechos de las trabajadoras, las asalariadas y las no asalariadas. Y vamos por la organización de todas." dijo.
Reunidas bajo la consigna "Lucha feminista contra el hambre y la opresión", el 8 de marzo de 2023 se realizaron 40 movilizaciones distribuidas por distintos puntos del país. Fueron encabezadas por las mujeres que están al frente de las ollas y los merenderos populares.

### Inicio sindical
Su inicio sindical fue en la fábrica Reston, ubicada en Juan Cabal y Urquiza en el año 2004. Tras una discusión salarial, se integró al sindicato y comenzó la organización sindical de los trabajadores de la planta, que hasta ese momento nunca habían tenido representación sindical. Tras otro conflicto por adelanto de salarios, organizó una ocupación de la planta.
Impulsó desde su sindicato la Ley 18.846, ley de fortalecimiento y desarrollo de la industria nacional de la vestimenta, que mejora la situación de las trabajadoras a domicilio o faconeras. Esta ley contempla la trazabilidad e incorpora el Convenio 177 de la OIT.